# تشيتشلي (باكينجهامشير)
تشيتشلي (بالإنجليزية: Chicheley)‏ هي قرية وأبرشية مدنية تقع في المملكة المتحدة في إنجلترا. يقدر عدد سكانها بـ 134 نسمة .